# Jakov Sirotković
Jakov Sirotković, hrvaški ekonomist, pedagog, politik in akademik, * 1922, † 2002.
Bil je profesor na Ekonomski fakulteti v Zagrebu in v Beogradu; bil je tudi predsednik Izvšnega sveta Sabora SRH, član Hrvaške akademije znanosti in umetnosti. Med 23. marcem 1978 in 21. novembrom 1991 je bil tudi predsednik Hrvaške akademije znanosti in umetnosti (takrat JAZU)